# 都市圏 (総務省)
大都市圏（だいとしけん）および都市圏（としけん）は、自治体の境界を越えて広がる都市地域を規定するため、総務省統計局が国勢調査において定義している統計上の地域区分である。中心市への通勤・通学比率が1.5%以上の周辺自治体を圏域とするため、「1.5%都市圏」とも呼ばれる。
同局の定義以外の同様な地域区分については都市圏を参照。

## 概要
国勢調査において集計された従業地および通学地の結果を基に設定されるため、同調査が行われる5年毎に更新される。
当初は「大都市圏」のみが設定され、1960年（昭和35年）の国勢調査から発表されてきた。ただし、大都市圏の中心市となれる人口基準は変化しており、1960年（昭和35年）は人口60万以上の市、1965年（昭和40年）は人口100万以上の市および同一都道府県内の人口50万以上の市（あれば）、1970年（昭和45年）は人口50万以上の市となっていた。1975年（昭和50年）に現行基準となり、東京都区部および政令指定都市を中心市とし、近接している場合は圏域を統合している。
一方の「都市圏」は、「大都市圏」が現行基準となった1975年（昭和50年）から設定された。

## 現行の定義

### 中心市
- 「大都市圏」の中心市は、東京都区部および政令指定都市。
- 「都市圏」の中心市は、大都市圏に含まれない人口50万以上の市。
- 中心市が互いに近接している場合には、それぞれについて大都市圏を設定せず、その地域を統合して一つの大都市圏とする（関東、京浜葉、近畿、京阪神、北九州・福岡、静岡・浜松の各大都市圏に適用）。

### 周辺市町村
- 大都市圏および都市圏の中心市への15歳以上通勤・通学者数の割合が当該市町村の常住人口の1.5%以上（編注：分母に通勤者数を用いる通勤通学圏とは異なる方式）であり、かつ中心市と連接している市町村。
- ただし、中心市への15歳以上通勤・通学者数の割合が1.5%未満の市町村であっても、その周囲が周辺市町村の基準に適合した市町村によって囲まれている場合は、「周辺市町村」とする。

なお、複数の中心市が設定されている大都市圏については、中心市の一つに対し上記の条件に当てはまる市町村はすべて周辺市町村とされるため、他の中心市に対しては通勤・通学者が僅少である場合もある。

## 一覧

### 2020年（令和2年）
大都市圏は太字、かつ、背景を黄色にした。統計局の掲載参照。
| 名称                 | 中心市                                                   | 人口 （人） | 面積 (km2) | 人口密度 (人/km2) |
| -------------------- | -------------------------------------------------------- | ----------- | ---------- | ----------------- |
| 札幌大都市圏         | 札幌市                                                   | 2,641,452   | 5,130.25   | 514.9             |
| 仙台大都市圏         | 仙台市                                                   | 2,228,837   | 6,504.72   | 342.6             |
| 関東大都市圏         | 東京都区部・横浜市・川崎市・千葉市・さいたま市・相模原市 | 38,034,418  | 13,560.75  | 2,804.70          |
| 新潟大都市圏         | 新潟市                                                   | 1,338,127   | 5,044.98   | 265.2             |
| 静岡・浜松大都市圏   | 静岡市・浜松市                                           | 2,803,708   | 5,369.41   | 522.2             |
| 中京大都市圏         | 名古屋市                                                 | 9,192,193   | 6,948.07   | 1,323.00          |
| 近畿大都市圏         | 京都市・大阪市・神戸市・堺市                             | 19,176,439  | 13,090.58  | 1,464.90          |
| 岡山大都市圏         | 岡山市                                                   | 1,622,629   | 3,637.99   | 446               |
| 広島大都市圏         | 広島市                                                   | 2,075,693   | 5,047.30   | 411.2             |
| 北九州・福岡大都市圏 | 北九州市・福岡市                                         | 5,510,405   | 5,663.31   | 973               |
| 熊本大都市圏         | 熊本市                                                   | 1,467,878   | 4,319.11   | 339.9             |
| 宇都宮都市圏         | 宇都宮市                                                 | 1,648,216   | 5,501.97   | 299.6             |
| 松山都市圏           | 松山市                                                   | 693,639     | 2,272.33   | 305.3             |
| 鹿児島都市圏         | 鹿児島市                                                 | 1,098,487   | 3,457.45   | 317.7             |

- 2015年からの変更点
  - なし（両年の面積値の違いについては不詳）

### 2015年（平成27年）
大都市圏は太字、かつ、背景を黄色にした。統計局の掲載参照。
| 名称                 | 中心市                                                   | 人口 （人） | 面積 (km2) | 人口密度 (人/km2) |
| -------------------- | -------------------------------------------------------- | ----------- | ---------- | ----------------- |
| 札幌大都市圏         | 札幌市                                                   | 2,636,254   | 4,514      | 584               |
| 仙台大都市圏         | 仙台市                                                   | 2,256,964   | 5,970      | 378               |
| 関東大都市圏         | 東京都区部・横浜市・川崎市・千葉市・さいたま市・相模原市 | 37,273,866  | 14,034     | 2,656             |
| 新潟大都市圏         | 新潟市                                                   | 1,395,612   | 5,345      | 261               |
| 静岡・浜松大都市圏   | 静岡市・浜松市                                           | 2,842,151   | 4,982      | 570               |
| 中京大都市圏         | 名古屋市                                                 | 9,363,221   | 7,266      | 1,289             |
| 近畿大都市圏         | 京都市・大阪市・神戸市・堺市                             | 19,302,746  | 13,033     | 1,481             |
| 岡山大都市圏         | 岡山市                                                   | 1,639,414   | 3,637      | 446               |
| 広島大都市圏         | 広島市                                                   | 2,096,745   | 5,048      | 415               |
| 北九州・福岡大都市圏 | 北九州市・福岡市                                         | 5,538,142   | 5,731      | 966               |
| 熊本大都市圏         | 熊本市                                                   | 1,492,975   | 4,251      | 351               |
| 宇都宮都市圏         | 宇都宮市                                                 | 1,655,673   | 5,455      | 304               |
| 松山都市圏           | 松山市                                                   | 706,883     | 2,272      | 311               |
| 鹿児島都市圏         | 鹿児島市                                                 | 1,126,639   | 3,458      | 326               |

- 2010年からの変更点
  - 熊本市の政令指定都市移行に伴い、熊本都市圏が大都市圏に昇格。

### 2010年（平成22年）
大都市圏は太字、かつ、背景を黄色にした。統計局の掲載参照。
| 名称                 | 中心市                                                   | 人口 （人） | 面積 (km2) | 人口密度 (人/km2) |
| -------------------- | -------------------------------------------------------- | ----------- | ---------- | ----------------- |
| 札幌大都市圏         | 札幌市                                                   | 2,584,880   | 4,514      | 573               |
| 仙台大都市圏         | 仙台市                                                   | 2,169,757   | 5,970      | 363               |
| 関東大都市圏         | 東京都区部・横浜市・川崎市・千葉市・さいたま市・相模原市 | 36,923,193  | 14,034     | 2,631             |
| 新潟大都市圏         | 新潟市                                                   | 1,421,694   | 5,345      | 266               |
| 静岡・浜松大都市圏   | 静岡市・浜松市                                           | 2,741,028   | 4,982      | 550               |
| 中京大都市圏         | 名古屋市                                                 | 9,107,414   | 7,072      | 1,288             |
| 近畿大都市圏         | 京都市・大阪市・神戸市・堺市                             | 19,341,976  | 13,033     | 1,484             |
| 岡山大都市圏         | 岡山市                                                   | 1,647,892   | 3,637      | 453               |
| 広島大都市圏         | 広島市                                                   | 2,099,514   | 5,048      | 416               |
| 北九州・福岡大都市圏 | 北九州市・福岡市                                         | 5,515,427   | 5,731      | 962               |
| 宇都宮都市圏         | 宇都宮市                                                 | 1,686,898   | 5,455      | 309               |
| 松山都市圏           | 松山市                                                   | 717,687     | 2,272      | 316               |
| 熊本都市圏           | 熊本市                                                   | 1,476,435   | 4,251      | 347               |
| 鹿児島都市圏         | 鹿児島市                                                 | 731,477     | 3,458      | 333               |

- 2005年からの変更点
  - 相模原市の政令指定都市移行に伴い、関東大都市圏の中心市として追加。
  - 新潟市と岡山市の政令指定都市移行に伴い、新潟都市圏と岡山都市圏がそれぞれ大都市圏に昇格。
  - 浜松市の政令指定都市移行に伴い、静岡大都市圏から静岡・浜松大都市圏に名称変更し、中心市として追加。
  - 堺市の政令指定都市移行に伴い、京阪神大都市圏から近畿大都市圏に名称変更し、中心市として追加。
  - 宇都宮市の人口50万人突破に伴い、宇都宮都市圏を新設。

※熊本市は大都市圏に匹敵する規模を擁するが、政令指定都市移行が2012年であるため2015年国勢調査に基づき大都市圏に昇格予定。

### 2005年（平成17年）
大都市圏は太字、かつ、背景を黄色にした。統計局の掲載参照。
| 名称                 | 中心市                                         | 人口 （人） | 面積 (km2) | 人口密度 (人/km2) |
| -------------------- | ---------------------------------------------- | ----------- | ---------- | ----------------- |
| 札幌大都市圏         | 札幌市                                         | 2,606,214   | 5,139      | 507               |
| 仙台大都市圏         | 仙台市                                         | 2,289,656   | 6,376      | 359               |
| 関東大都市圏         | 東京都区部・横浜市・川崎市・千葉市・さいたま市 | 35,682,460  | 13,572     | 2,629             |
| 静岡大都市圏         | 静岡市                                         | 1,427,107   | 2,386      | 598               |
| 中京大都市圏         | 名古屋市                                       | 8,923,445   | 6,911      | 1,291             |
| 京阪神大都市圏       | 京都市・大阪市・神戸市                         | 18,768,395  | 11,701     | 1,604             |
| 広島大都市圏         | 広島市                                         | 2,064,536   | 4,423      | 467               |
| 北九州・福岡大都市圏 | 北九州市・福岡市                               | 5,590,378   | 5,926      | 943               |
| 新潟都市圏           | 新潟市                                         | 1,442,958   | 4,522      | 319               |
| 浜松都市圏           | 浜松市                                         | 1,304,548   | 2,346      | 556               |
| 岡山都市圏           | 岡山市                                         | 1,646,757   | 3,637      | 453               |
| 松山都市圏           | 松山市                                         | 724,048     | 2,272      | 319               |
| 熊本都市圏           | 熊本市                                         | 1,462,409   | 4,121      | 355               |
| 鹿児島都市圏         | 鹿児島市                                       | 739,491     | 2,990      | 379               |

- 2000年からの変更点
  - さいたま市の政令指定都市移行に伴い、京浜葉大都市圏から関東大都市圏に名称変更し、中心市として追加。
  - 静岡市の政令指定都市移行に伴い、静岡大都市圏を新設。
  - 松山市の人口50万人突破に伴い、松山都市圏を新設。

### 2000年（平成12年）
大都市圏は太字、かつ、背景を黄色にした。統計局の掲載参照。
| 名称                 | 中心市                             | 人口 （人） | 面積 (km2) | 人口密度 (人/km2) |
| -------------------- | ---------------------------------- | ----------- | ---------- | ----------------- |
| 札幌大都市圏         | 札幌市                             | 2,509,530   | 4,188      | 599               |
| 仙台大都市圏         | 仙台市                             | 2,186,397   | 5,149      | 424               |
| 京浜葉大都市圏       | 東京都区部・横浜市・川崎市・千葉市 | 34,493,466  | 13,449     | 2,555             |
| 中京大都市圏         | 名古屋市                           | 8,738,842   | 6,380      | 1,370             |
| 京阪神大都市圏       | 京都市・大阪市・神戸市             | 18,643,915  | 11,169     | 1,669             |
| 広島大都市圏         | 広島市                             | 2,043,788   | 4,142      | 493               |
| 北九州・福岡大都市圏 | 北九州市・福岡市                   | 5,418,537   | 4,943      | 1,096             |
| 新潟都市圏           | 新潟市                             | 1,349,573   | 3,040      | 444               |
| 浜松都市圏           | 浜松市                             | 1,226,890   | 1,830      | 671               |
| 岡山都市圏           | 岡山市                             | 1,612,756   | 3,351      | 481               |
| 熊本都市圏           | 熊本市                             | 1,462,478   | 3,777      | 387               |
| 鹿児島都市圏         | 鹿児島市                           | 728,658     | 2,569      | 423               |